# ミルトン・バティスタ・ヴィエイラ・ジュニオール
ミルトン・バティスタ・ヴィエイラ・ジュニオール（Milton Batista Vieira Júnior、1991年3月27日 - ）は、ブラジル出身のプロサッカー選手。ポジションはMF。

## 来歴
SCインテルナシオナルの下部組織で育成され、2011年にトップチームデビュー。
2011年12月26日、スポルチ・レシフェに期限付き移籍。
2013年3月21日、インテルナシオナルとの契約を解消し、アグレミアソン・スポルチーヴァ・アラピラケンセとシーズンいっぱいの契約を結んだ。12月26日、出場機会を求めアソシアソン・フェロヴィアリア・ジ・エスポルテスに移籍。
2015年6月1日、12月までの契約でアソシアソン・ポルトゥゲーザ・ジ・デスポルトスに期限付き移籍。2016年1月18日、フェロヴィアリアとの契約を解消し、ポルトゲーザと再度契約を結んだ。
2019年1月9日、SC相模原に加入。
2021年1月19日、ブラジリエンセFCへ完全移籍。

## 所属クラブ
ユースチーム経歴
- SCインテルナシオナル

トップチーム経歴
- 2011年 - 2013年  SCインテルナシオナル
  - 2012年  スポルチ・レシフェ（期限付き移籍）
- 2013年  アグレミアソン・スポルチーヴァ・アラピラケンセ
- 2014年 - 2015年  アソシアソン・フェロヴィアリア・ジ・エスポルテス
  - 2015年  アソシアソン・ポルトゥゲーザ・ジ・デスポルトス（期限付き移籍）
- 2016年  アソシアソン・ポルトゥゲーザ・ジ・デスポルトス
- 2017年  レッドブル・ブラジル
- 2018年  AAアナポリナ
- 2018年  グレミオ・ノヴォリゾンチーノ
- 2019年  オリンピアFC
- 2019年 - 2020年  SC相模原
- 2021年  ブラジリエンセFC
- 2022年 -  カンボリウFC

## Jリーグでの個人成績
| 国内大会個人成績 | 国内大会個人成績 | 国内大会個人成績 | 国内大会個人成績 | 国内大会個人成績 | 国内大会個人成績 | 国内大会個人成績 | 国内大会個人成績 | 国内大会個人成績 | 国内大会個人成績 | 国内大会個人成績 | 国内大会個人成績 |
| 年度             | クラブ           | 背番号           | リーグ           | リーグ戦         | リーグ戦         | リーグ杯         | リーグ杯         | オープン杯       | オープン杯       | 期間通算         | 期間通算         |
| 年度             | クラブ           | 背番号           | リーグ           | 出場             | 得点             | 出場             | 得点             | 出場             | 得点             | 出場             | 得点             |
| 日本             | 日本             | 日本             | 日本             | リーグ戦         | リーグ戦         | リーグ杯         | リーグ杯         | 天皇杯           | 天皇杯           | 期間通算         | 期間通算         |
| ---------------- | ---------------- | ---------------- | ---------------- | ---------------- | ---------------- | ---------------- | ---------------- | ---------------- | ---------------- | ---------------- | ---------------- |
| 2019             | 相模原           | 8                | J3               | 5                | 0                | -                | -                | -                | -                | 5                | 0                |
| 2020             | 相模原           | 8                | J3               | 13               | 1                | -                | -                | -                | -                | 13               | 1                |
| 通算             | 日本             | 日本             | J3               | 18               | 1                | -                | -                | -                | -                | 18               | 1                |
| 総通算           | 総通算           | 総通算           | 総通算           | 18               | 1                | -                | -                | -                | -                | 18               | 1                |